# República Centro-Africana nos Jogos Olímpicos de Verão de 1992
A República Centro-Africana competiu nos Jogos Olímpicos de Verão de 1992 em Barcelona, Espanha.

## Resultados por Evento

### Atletismo
100 m masculino
- Valentin Ngbogo
  - Eliminatórias — 10.79 (→ não avançou)

400 m com barreiras masculino
- Jacques Henri Brunet
  - Eliminatórias — 52.59 (→ não avançou)

5.000 m masculino
- Ernest Ndissipou
  - Eliminatórias — 14:40.12 (→ não avançou)

Maratona masculino
- Ferdinand Amadi — 2:35.39 (→ 74º lugar)

Lançamento de disco masculino
- Mickaël Conjungo
  - Classificatória — 57.46 m (→ não avançou)

800 m masculino
- Brigitte Nganaye
  - Eliminatórias — 2:15.70 (→ não avançou)